# 이수흥
이수흥(李壽興, 1905년 5월 27일 ~ 1929년 2월 27일)은 일제강점기의 독립운동가이다.
경기도 이천군 이천읍 창전리에서 출생하여 지난날 한때 황해도 황주를 거쳐 전라북도 전주에서 잠시 유아기를 보낸 적이 있고 본관은 연안(延安)이며, 아명(兒名)은 이좌성(李佐聖)이고 불교 승려 시절 법명(法名)은 성좌(聖佐)이다.

## 생애
이천공립보통학교를 졸업하였고 한때 불교 승려 생활을 했다가 환속을 한 선생은 1923년 만주로 망명해 대한통의부에 가입하고 지린 성(吉林省) 어무 현(額穆縣)의 신명무관중학교(新明武官中學校)에서 군사교육을 받았다.
이후에 대한민국 임시정부의 직속부대로 육군주만참의부(陸軍駐滿參議府)가 결성되자 1924년에 가입해 제2중대 특무정사(特務正士)로 활동했다.
1925년 일제 경찰의 기습 공격으로 참의부원 다수가 전사한 고마령(古馬嶺) 참변 이후 이수흥 선생은 독립운동에 활기를 불어넣고자 1926년 5월 국내로 돌아와 의열 투쟁을 시작했다.
선생은 황해도 평산군, 경성부, 경기도 안성군, 여주군, 이천군 등을 무대로 군자금을 모집하고 일제 순사·친일 부호·친일 토호 처단과 면사무소·헌병분대·경찰관 주재소를 공격하는 등 독립을 위한 다양한 활동을 전개했다.
일경의 삼엄한 감시 속에서도 선생의 활동은 1926년 11월까지 계속됐으나 반역자의 밀고로 끝내 일경에 붙잡혀 1928년 7월 경성지방법원에서 사형을 언도받았다.
선생은 일제 재판부에 목숨을 구걸하지 않겠다며 공소를 포기하고 1929년 2월 27일, 서대문형무소에서 교수형으로 순국하였다.

### 사후
대한민국 정부는 선생의 공훈을 기려 1962년 건국훈장 독립장을 추서하였다.

## 학력
- 경기도 이천보통학교(京畿道 利川普通學校) 졸업
- 중화민국 만저우 지방 지린성 어무 신명무관중학교(中華民國 滿洲地方 吉林省 額穆 新明武官中學校) 졸업